# Rdeči Kmeri
Rdeči Kmeri je bilo ime za komuniste, člane Komunistične partije Kambodže pod vodstvom Pol Pota. Njihovo ime izhaja iz večinske etnične skupine v Kambodži, Kmerov. Rdeči Kmeri so na oblast v državi prišli leta 1975 in so želeli nasilno preoblikovanje družbe v agrarni komunizem. Ta proces je vključeval tudi skoraj popoln izgon prebivalstva prestolnice Phnom Penh in dosegel vrhunec z genocidom v Kambodži. Do konca svoje vladavine leta 1979 so Rdeči Kmeri po najbolj dostopnih ocenah pobili med 1,7 in 2,2 milijona državljanov Kambodže (Kmerov ter pripadnikov etničnih in verskih manjšin).
Po padcu njihovega režima po invaziji vietnamskih čet so Rdeči Kmeri ponovno postali podzemno gibanje in so jih podpirale različne države, vključno z zahodnimi državami, v njihovem boju proti vietnamski okupacijski oblasti in marionetnemu režimu, ki so ga postavili, dokler niso leta 1998 po Pol Potovi smrti dokončno ukinili njihovo gibanje. Pravni pregled do danes ni bil opravljen. ZN so si šele v 90. letih dvajsetega stoletja začeli prizadevati za pravni pregled in ustanovili sodišče za Rdeče Kmere. Zaradi navzkrižja interesov med ZN in kamboško vlado je prvo sojenje uradno potekalo šele leta 2007.

## Člani
- Pol Pot
- Nuon Chea
- Ieng Sary
- Khieu Samphan
- Kang Kek Lew
- Son Sen